# Тигрова дървесница
Тигрова дървесница (Setophaga tigrina) е вид птица от семейство Parulidae. Видът е незастрашен от изчезване.

## Разпространение
Разпространен е в Ангуила, Антигуа и Барбуда, Аруба, Бахамски острови, Барбадос, Белиз, Бермудски острови, Бонер, Свети Евстатиус, Саба, Канада, Кайманови острови, Колумбия, Коста Рика, Куба, Доминика, Доминиканска република, Салвадор, Гваделупа, Гватемала, Хаити, Хондурас, Ямайка, Мартиника, Мексико, Монсерат, Никарагуа, Панама, Пуерто Рико, Сейнт Китс и Невис, Сейнт Лусия, Свети Мартин, Сен Пиер и Микелон, Сейнт Винсент и Гренадини, Тринидад и Тобаго, Търкс и Кайкос, САЩ, Малки далечни острови на САЩ, Венецуела, Британски Вирджински острови и Вирджински острови.